# Зофия Соколницка
Зо̀фия Соколнѝцка (на полски: Zofia Sokolnicka) е полска обществена деятелка и политик, депутат в Законодателния сейм (1919 – 1922) и в Сейма, I мандат (1922 – 1927), членка на Върховния народен съвет (1918).

## Биография
Зофия Сиколницка е родена на 15 май 1878 година в Краков, в семейството на Станислава (с родово име Мошченска) и Станислав Соколницки. През 1890 година завършва Висшето женско училище в Познан.
През 1894 година започва да преподава полски език и история към Сдружението за закрила на детето „Варта“ в Познан. В 1903 година става членка на нелегалната Национална лига, където се ангажира с грижата за тайните младежки организации – Филомати, Филарети, Дружество „Томаш Зан“ и женската скаутска организация „Емилия Плятер“. През 1913 година е съорганизаторка на Дружеството за образователни курсове, както и на редица други организирани дейности. В периода 1909 – 1919 година заедно съм своите сестри управлява пансион за девойки. През 1918 година е избрана в състава на Върховния народен съвет. В него работи в Училищната комисия, както и ръководи Комисията за женско средно образование. На следващата година е избрана за депутат в Законадателния сейм, като представителка на Познанския избирателен окръг. В Сейма работи в Комисията за социално осигуряване и Образователната комисия. Взема участие в акцията за организиране на плебесцит в Горни Шльонск.
Зофия Соколницка умира на 27 февруари 1927 година в Познан.